# Jérémy Huyghebaert
Jérémy Huyghebaert, est un footballeur belge, né le 7 janvier 1989 à Mouscron. Il évolue actuellement au Stade Mouscronnois comme défenseur.

## Biographie

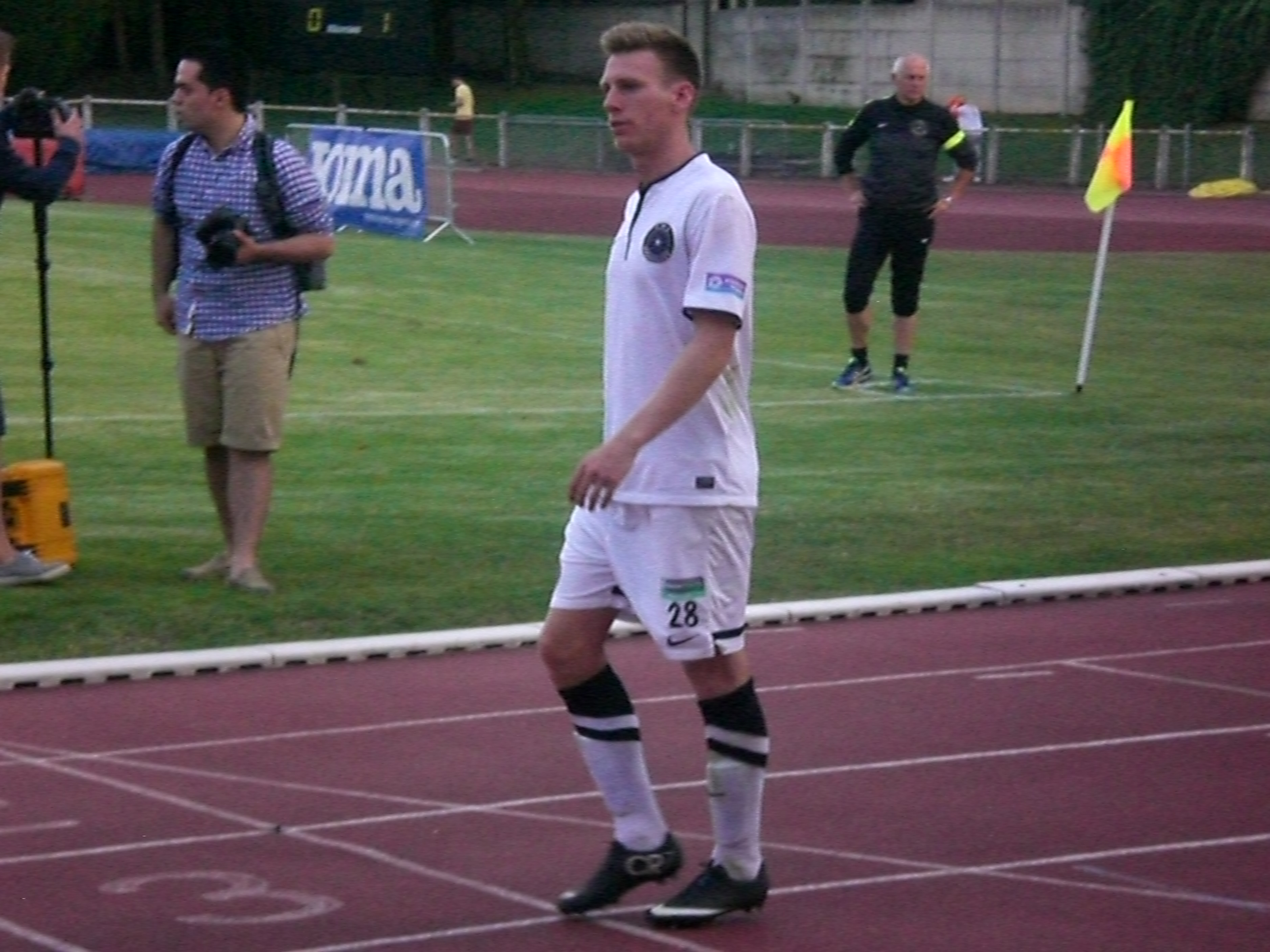
Lens - RWS Bruxelles en amical, juillet 2015

Jérémy Huyghebaert est formé au Futurosport, le centre de formation du Royal Excelsior Mouscron. On le décrit avec un avenir très prometteur et entre dans la réserve mouscronnoise lors de la saison 2006-2007. Vers la mi-saison, Geert Broeckaert, qui est l'entraîneur de Mouscron à cette période, l'intègre dans le groupe pour effectuer quelques entrainements par semaine. C'est finalement en juin 2007 qu'il signe son premier contrat pro avec Mouscron pour une durée de 2 ans. Il n'est pas souvent repris dans le groupe mais à la suite de la suspension pour abus de cartons jaunes de David Grondin, Jéremy Huyghebaert est titularisé pour la première fois de sa carrière le 22 septembre 2007, pour la venue du KSC Lokeren au Canonnier (victoire 2-0), match dans lequel il délivre une passe décisive à Jérémy Sapina pour le 1-0. Avec donc une passe décisive et une très belle performance, on pense alors à une possible place de titulaire pour ce jeune. Les matchs suivants, il intègre le groupe à plusieurs reprises et entre trois fois en cours de match.
Lors du mercarto, le club engage le défenseur Gonzague Vandooren, qui évolue également sur la gauche. L'avenir est bouché à Mouscron pour Huyghebaert, et le club envisage de le prêter pour une saison en Division 2, ou chez les promus du KV Courtrai, mais après un essai concluant, il est engagé à titre définitif par l'AJ Auxerre en juin 2008 pour une durée de 3 ans. Il reçoit le numéro 32 mais ne jouera aucun match officiel avec le club bourguignon.
Le 3 janvier 2009, Jérémy Huyghebaert est prêté pour six mois au KSV Roulers, club dans lequel il fait ses véritables débuts en effectuant 15 matchs de championnat, 6 matchs de play-down et 2 matchs de coupes de Belgique. Il participe grandement au maintien de son équipe en première division belge avec Ivan Perisić, prêté quant à lui par le FC Sochaux. Très performant avec son club et satisfait de son temps de jeu, Huyghebaert prolonge son prêt d'une saison au sein de cette équipe belge.
En 2011, il est transféré par le FC Malines mais il ne s'impose pas au club et il est de nouveau prêté à Roulers. En 2012, il signe au Royal Mouscron-Peruwelz, où il retrouve une place de titulaire. En 2018, il est prêté pour une saison au Neuchâtel Xamax FCS, club évoluant en première division suisse.

## Statistiques
| Saison        | Club                     | Pays     |
| ------------- | ------------------------ | -------- |
| 2003-2004     | Excelsior Mouscron       | Belgique |
| 2004-2005     | Excelsior Mouscron       | Belgique |
| 2005-2006     | Excelsior Mouscron       | Belgique |
| 2006-2007     | Excelsior Mouscron       | Belgique |
| 2007-2008     | Excelsior Mouscron       | Belgique |
| 2008-jan 2009 | AJ Auxerre               | France   |
| jan 2009-2009 | prêt KSV Roulers         | Belgique |
| 2009-2010     | prêt KSV Roulers         | Belgique |
| 2018-2019     | prêt Neuchâtel Xamax FCS |          |